# ألكسندر غيلفوند
ألكسندر أوسيبوفيتش غيلفوند (بالروسية: Алекса́ндр О́сипович Ге́льфонд) هو عالم رياضيات سوفييتي. مبرهنة غيلفوند تنسب إليه.

## سيرته
ولد ألكسندر غيلفوند في سانت بطرس بورغ في الإمبراطورية الروسية. دخل غيلفوند إلى جامعة موسكو الحكومية في عام 1924.
في عام 1930، أقام لمدة خمسة أشهر في ألمانيا (في كل من برلين وغوتنغن) حيث عمل مع إدموند لاندو وكارل لودفيش سيغل وديفيد هيلبرت.

## أعماله
توصل غيلفوند إلى نتائج مهمة في مجالات عدة من الرياضيات منها نظرية الأعداد والدوال التحليلية والمعادلات التكاملية وفي تاريخ الرياضيات، ولكن النتيجة الأهم التي توصل إليها تبقى المبرهنة التي تحمل اسمه والتي تنص على ما يلي:
إذا كان a و b عددين جبريين (حيث a≠0 و a≠1) وكان b عددا غير جذري، فإن ab عدد متسام.
- {\displaystyle 2^{\sqrt {2}}} تعرف باسم ثابتة غيلفوند–شنايدر
- {\displaystyle e^{\pi }\,} تعرف باسم ثابتة غيلفوند.

## وصلات خارجية
- ألكسندر غيلفوند على موقع الموسوعة البريطانية (الإنجليزية)